# USS Salerno Bay (CVE-110)
USS Salerno Bay (CVE-110) là một tàu sân bay hộ tống lớp Commencement Bay được Hải quân Hoa Kỳ chế tạo trong Chiến tranh Thế giới thứ hai. Nó là chiếc tàu chiến duy nhất của Hải quân Mỹ được đặt theo vịnh Salerno ở vùng Salerno, Ý, nơi diễn ra cuộc đổ bộ trong khuôn khổ Chiến dịch Avalanche. Hoàn tất khi Thế Chiến II ở vào giai đoạn kết thúc, con tàu chỉ hoạt động ít lâu trong vai trò huấn luyện, được cho ngừng hoạt động, nhưng lại tiếp tục phục vụ sau đó trong Chiến tranh Lạnh. Được cho xuất biên chế lần thứ hai, nó được xếp lại lớp như một tàu vận chuyển máy bay AKV-10, nhưng vẫn ở trong thành phần dự bị và cuối cùng bị bán để tháo dỡ vào năm 1961.

## Thiết kế và chế tạo
Salerno Bay, với tên ban đầu là Winjah Bay, được đặt lườn tại xưởng tàu của hãng Seattle-Tacoma Shipbuilding Corporation ở Tacoma, Washington vào ngày 7 tháng 2 năm 1944. Nó được hạ thủy vào ngày 26 tháng 9 năm 1944; được đỡ đầu bởi bà Ward Gilbert; chuyển đến xưởng tàu của hãng Commercial Iron Works, Portland, Oregon để hoàn thiện, hoàn tất vào ngày 29 tháng 9 năm 1944; và nhập biên chế vào ngày 19 tháng 5 năm 1945 dưới quyền chỉ huy của Hạm trưởng, Đại tá Hải quân W. C. Holt.

## Lịch sử hoạt động

### 1945 - 1947
Salerno Bay đón liên tàu liên đội máy bay đầu tiên, MCVEG-5, vốn bao gồm Phi đội Tiêm kích Thủy quân Lục chiến 514 (VMF-514) và Phi đội Ném bom Ngư lôi Thủy quân Lục chiến 144 (VTMB-144), vào cuối tháng 6, 1945, để tiến hành huấn luyện ngoài khơi bờ biển phía Nam California. Ngày 17 tháng 8, hai ngày sau khi Nhật Bản chấp nhận đầu hàng kết thúc chiến tranh, nó lên đường đi sang phía Tây cùng Liên đội Hỗn hợp 68 (VC-68) là hành khách trên tàu, tiếp tục các hoạt động huấn luyện tại vùng biển Hawaii, bao gồm những hoạt động chuẩn nhận bay đêm, trước khi tiếp tục hướng sang khu vực Tây Thái Bình Dương. Nó thả neo tại vịnh Buckner, Okinawa vào ngày 21 tháng 9, rồi chuyển đến khu vực thả neo Hagushi trước khi lại ra khơi vào đầu tháng 10 để né tránh một cơn bão. Con tàu quay trở lại Hagushi vào ngày 12 tháng 10 để rồi lại khởi hành vào ngày 14 tháng 10, hỗ trợ cho việc tiếp nhận sự đầu hàng của lực lượng Nhật Bản trú đóng tại Đài Loan.
Salerno Bay đi đến Saipan và ở lại đây trong ba tuần, khi nó được cho tách khỏi Đệ thất Hạm đội và chuyển đến Guam, nơi nó đón lên tàu những cựu chiến binh, và đưa họ quay trở về Trân Châu Cảng và San Diego trong khuôn khổ Chiến dịch Magic Carpet. Về đến vùng bờ Tây vào đầu tháng 12, con tàu tiếp tục hành trình đi sang vùng bờ Đông ngang qua kênh đào Panama, đi đến Norfolk, Virginia vào ngày 23 tháng 12.
Được phân về Hạm đội Đại Tây Dương và chủ yếu làm nhiệm vụ chuẩn nhận phi công hoạt động trên tàu sân bay, Salerno Bay hoạt động dọc theo bờ biển Đại Tây Dương và tại vùng biển Caribe cho đến năm 1947. Nó nhận mệnh lệnh ngừng hoạt động vào mùa Xuân năm đó, chuyển từ Norfolk đến Boston, Massachusetts vào tháng 6, và được cho xuất biên chế tại đây vào ngày 4 tháng 10, 1947.

### Chiến tranh Triều Tiên
Sự kiện lực lượng Bắc Triều Tiên tấn công xuống lãnh thổ Nam Triều Tiên khiến chiến tranh bùng nổ vào tháng 6, 1950 đã khiến Hải quân Hoa Kỳ thiếu hụt số tàu chiến còn khả năng hoạt động. Vì vậy Salerno Bay được cho nhập biên chế trở lại vào ngày 20 tháng 6, 1951, và sau khi hoàn tất chạy thử máy vào tháng 10, nó hoạt động cùng Đội tàu sân bay 18. Trong tháng 11 và đầu tháng 12, nó thực tập ngoài khơi Virginia Capes và tại vùng biển Caribe trước khi quay trở về Norfolk vào ngày 18 tháng 12. Đến ngày 7 tháng 1, 1952, nó lại lên đường hướng xuống phía Nam để hoạt động tại vùng biển Caribe, và sau khi quay trở về Norfolk vào đầu tháng 2, nó hoạt động ngoài khơi Puerto Rico trong tháng 3, rồi tại vùng bờ biển Virginia và South Carolina từ tháng 4 đến tháng 7.
Salerno Bay sau đó chuẩn bị cho một chuyến đi sang Châu Âu. Nó khởi hành từ Norfolk vào ngày 26 tháng 8, gia nhập Lực lượng Đặc nhiệm 173 trên đường đi, và đến tháng 9 đã tham gia cuộc tập trận của Khối NATO ngoài khơi bờ biển Na Uy. Sang đầu tháng 10, nó chuyển đến Gibraltar, rồi đi vào Địa Trung Hải và hoạt động cùng Đệ lục Hạm đội cho đến tháng 11, khi nó quay ngược trở lại eo biển Gibraltar để quay trở về nhà. Về đến Norfolk vào ngày 7 tháng 12, con tàu tiếp nối các hoạt động tại chỗ, dọc theo bờ biển Đại Tây Dương và vùng biển Caribe, cho đến năm 1953.
Sau khi đạt được một thỏa thuận ngừng bắn chấm dứt cuộc xung đột tại bán đảo Triều Tiên, Salerno Bay được chuẩn bị cho ngừng hoạt động. Nó quay trở lại Boston vào ngày 8 tháng 6, nơi nó được cho xuất biên chế lần thứ hai vào ngày 16 tháng 2, 1954. Đang khi trong thành phần dự bị, nó được xếp lại lớp như một tàu chở máy bay với ký hiệu lườn AKV-10 vào ngày 7 tháng 5, 1959, nhưng không bao giờ hoạt động trở lại. Tên nó được cho rút khỏi danh sách Đăng bạ Hải quân vào ngày 1 tháng 6, 1961; và con tàu được bán cho hãng Jacq. Pierot, Jr., and Sons tại New York vào ngày 30 tháng 10, 1961 để tháo dỡ.